# 990-es busz (Budapest)
A budapesti 990-es jelzésű éjszakai autóbusz a Normafa, látogatóközpont és Rákoskeresztúr, városközpont között közlekedik, ezzel az egyik leghosszabb vonalú budapesti éjszakai buszjárat. A viszonylatot a Budapesti Közlekedési Zrt. üzemelteti.

## Története
2008. szeptember 6-ától a megszűnő 921-es busz helyett közlekedik, változatlan útvonalon. 2009. augusztus 21-étől a megszűnő 997-es busz útvonalát is bejárja Rákoskeresztúron.
A 2010-es BKV-sztrájk alatt 990A jelzéssel nappali járatként járt a Normafa és a Moszkva tér között.
2011. december 1-jétől Rákoskeresztúr irányába is megáll a Szent Orbán téren.
A Lánchíd utca felújítása miatt ideiglenesen terelt útvonalon, a Döbrentei tér és a Ferenciek tere helyett a Lánchídon át, a Deák Ferenc tér érintésével közlekedett. Később a BKK társadalmi egyeztetésén ezt a terelt útvonalat véglegessé változtatták.
2020. november 10-én üzemkezdettől az új Fehér úti buszsáv elkészültével nem érinti a Fehér úti ipari park megállóhelyet Rákoskeresztúr felé.
A Lánchíd lezárása miatt 2021. június 16-ától a Clark Ádám tér után a rakparton halad tovább, majd az Erzsébet hídon jut át a pesti oldalra, onnan pedig a Kossuth Lajos utcán jár az Astoriáig, ahonnan az útvonala változatlanul folytatódik. Ez idő alatt nem érinti a Széchenyi István teret és a Deák Ferenc teret sem.
2021. szeptember 3-án üzemkezdéstől a normafai végállomást az Eötvös útra helyezték át, Normafa, látogatóközpont néven.
2024. február 4-én üzemkezdettől Rákoskert felé érinti a Károly körúti Astoria metróállomás megállót is.

## Útvonala
| Rákoskeresztúr, városközpont felé | Normafa, látogatóközpont felé |
| --- | --- |
| Normafa, látogatóközpont vá. – Eötvös út – Hollós út – Mátyás király út – Költő utca – Istenhegyi út – Szent Orbán tér – Fodor utca – Tornalja utca – Bürök utca – Szendi árok – Apor Vilmos tér – Böszörményi út – Nagyenyed utca – Alkotás utca – Krisztina körút – Széll Kálmán tér – Margit körút – Széna tér – Hattyú utca – Batthyány utca – Fő utca – Batthyány tér – Fő utca – – Clark Ádám tér – Széchenyi lánchíd – Széchenyi István tér – József Attila utca – Bajcsy-Zsilinszky út – Deák Ferenc tér – Károly körút – Rákóczi út – Blaha Lujza tér – Rákóczi út – Baross tér – Kerepesi út – Fogarasi út – Nagy Lajos király útja – Örs vezér tere – Fehér út – Élessarok – Dreher Antal út – Jászberényi út – felüljáró – Pesti út – Rákoskeresztúr, városközpont – Pesti út – Csabai út – Péceli út – Csaba vezér tér – Zrínyi utca – Kucorgó tér – Zrínyi utca – Rákoskert sugárút – Sáránd utca – Pesti út – Kucorgó tér – Pesti út – Rákoskeresztúr, városközpont vá. | Rákoskeresztúr, városközpont vá. – Pesti út – felüljáró – Jászberényi út – Dreher Antal út – Élessarok – Fehér út – Örs vezér tere – Nagy Lajos király útja – Fogarasi út – Kerepesi út – Baross tér – Rákóczi út – Blaha Lujza tér – Rákóczi út – Károly körút – Deák Ferenc tér – Erzsébet tér – Hild tér – József Attila utca – Széchenyi István tér – Széchenyi lánchíd – Clark Ádám tér – Fő utca – Jégverem utca – Bem rakpart – Csalogány utca – Széna tér – Margit körút – Széll Kálmán tér – Krisztina körút – Alkotás utca – Nagyenyed utca – Böszörményi út – Apor Vilmos tér – Stromfeld Aurél út – Szendi utca – Németvölgyi út – Bürök utca – Tornalja utca – Fodor utca – Szent Orbán tér – Istenhegyi út – Költő utca – Diana utca – Eötvös út – Normafa, látogatóközpont vá. |

## Megállóhelyei
| 0   | Normafa, látogatóközpont végállomás     | 81 | |
| 0   | Normafa, Gyermekvasút                   | 80 | |
| 1   | Fülemile út                             | 80 | |
| 1   | Őzike köz                               | 79 | |
| 2   | Ordas út                                | 79 | |
| 3   | Svábhegy                                | 77 | |
| 4   | Városkút                                | 76 | |
| 5   | Adonis utca                             | 75 | |
| 6   | Istenhegyi lejtő                        | 75 | |
| 6   | Óra út                                  | 74 | |
| 7   | Nógrádi utca                            | 73 | |
| 7   | Pethényi út                             | 73 | |
| 8   | Szent Orbán tér                         | 72 | |
| 8   | Vöröskő utca                            | 71 | |
| 9   | Szendrő utca                            | ∫  | |
| ∫   | Pagony utca                             | 70 | |
| 10  | Tamási Áron utca                        | 70 | |
| 11  | Mártonhegyi út                          | 69 | |
| 11  | Kempelen Farkas utca                    | 68 | |
| 12  | Boldog Teréz Anya tér                   | 67 | |
| 12  | Bürök utca                              | 66 | |
| 13  | Szendi árok                             | ∫  | |
| 14  | Apor Vilmos tér                         | 65 | |
| 14  | Kiss János altábornagy utca             | 64 | |
| 15  | Királyhágó tér                          | 63 | |
| 16  | Kék Golyó utca                          | 61 | |
| 18  | Déli pályaudvar M                       | 61 | 960 S10 S30 S42 (éjfél és 0:40 között)                                                                                         |
| 19  | Széll Kálmán tér M (Csaba utca)         | 59 | 956, 960 |
| 26  | Széll Kálmán tér M                      | 58 | 6 916, 922, 922B, 956, 960 |
| 26  | Széna tér                               | 51 | 6 960 |
| 27  | Mária tér                               | ∫  | |
| ∫   | Fazekas utca                            | 50 | |
| 28  | Batthyány tér M+H                       | 48 | |
| 29  | Halász utca                             | 47 | |
| 30  | Clark Ádám tér                          | 46 | 916 |
| 32  | Széchenyi István tér                    | 44 | 916 |
| 33  | József nádor tér (↓) Hild tér (↑)       | 43 | 916 |
| 34  | Deák Ferenc tér M                       | 43 | 916 |
| 35  | Deák Ferenc tér M                       | 42 | 100E 909, 909A, 914, 914A, 916, 931, 931A, 934 (hétvége hajnalban), 950, 950A, 979, 979A                                       |
| 35  | Astoria M                               | 41 | 100E 907, 907A, 908, 908A, 909, 909A, 914, 914A, 916, 931, 931A, 934 (hétvége hajnalban), 950, 950A, 956, 973, 973A, 979, 979A |
| 41  | Astoria M                               | ∫  | 100E 907, 907A, 908, 908A, 909, 909A, 914, 914A, 916, 931, 931A, 934 (hétvége hajnalban), 950, 950A, 956, 973, 973A, 979, 979A |
| 42  | Uránia                                  | 36 | 907, 907A, 908, 908A, 916, 931, 931A, 956, 973, 973A                                                                           |
| 43  | Blaha Lujza tér M                       | 34 | 6 907, 907A, 908, 908A, 923, 931, 931A, 956, 973, 973A                                                                         |
| 45  | Huszár utca                             | 33 | 907, 907A, 908, 908A, 931, 931A, 956, 973, 973A                                                                                |
| 46  | Keleti pályaudvar M                     | 31 | 907, 907A, 908, 908A, 931, 931A, 956, 973, 973A S60 S80 (hétköznap 23:55 és 0:55 között, hétvégén 23:55 és 1:50 között)        |
| 47  | Arena Mall bevásárlóközpont             | 30 | 908, 908A, 931, 931A, 956 |
| 47  | Gumigyár                                | 29 | 908, 908A, 931, 931A, 956 |
| 49  | Puskás Ferenc Stadion M                 | 27 | 901, 908, 908A, 918, 931, 931A, 956                                                                                            |
| ∫   | Őrnagy utca                             | 25 | 908, 908A, 931, 931A, 956 |
| 51  | Várna utca                              | 24 | 908, 908A, 931, 931A, 956 |
| 52  | Pillangó utca                           | 24 | 908, 908A, 931, 931A, 956 |
| 53  | Róna utca                               | 23 | 908, 908A, 931, 931A, 956 |
| 54  | Kaffka Margit utca                      | 22 | 908, 908A, 931, 931A, 956 |
| 55  | Pongrátz Gergely tér                    | 21 | 907, 908, 908A, 931, 931A, 956                                                                                                 |
| 57  | Bánki Donát utca (↓) Tihamér utca (↑)   | 20 | 908, 908A, 931, 931A, 956 |
| 58  | Örs vezér tere M+H                      | 20 | 907, 908, 908A, 931, 956 419 (hétvége hajnalban)                                                                               |
| ∫   | Fehér úti ipari park                    | 18 | 956 |
| 60  | Terebesi utca                           | 17 | 956 |
| 62  | Élessarok                               | ∫  | 909, 956 |
| 65  | Sörgyár                                 | 17 | 909, 956 |
| 66  | Maglódi út                              | 14 | 956 |
| 66  | Orion                                   | 13 | 956 |
| 67  | Téglavető utca                          | 13 | 956 |
| 67  | Tárna utca                              | 12 | 956 |
| 68  | Rákos vasútállomás                      | 11 | 956 S60 S80 (hétköznap éjfél és 1:06 között, hétvégén éjfél és 2:00 között)                                                    |
| 69  | Athenaeum Nyomda                        | ∫  | 956, 968 |
| ∫   | Kozma utca                              | 11 | 956, 968 |
| 69  | Kossuth Nyomda                          | 10 | 956, 968 |
| 70  | Legényrózsa utca                        | 9  | 956, 968 |
| 71  | Rézvirág utca                           | 8  | 956, 968 |
| 71  | Dombhát utca                            | 7  | 956, 968 |
| 72  | 501. utca                               | 7  | 956, 968 |
| 72  | Akadémiaújtelep vasútállomás            | 6  | 956, 968 S80 (éjfél és 1:10 között)                                                                                            |
| 73  | 509. utca                               | 6  | 956, 968 |
| ∫   | Keresztúri út                           | 5  | 956, 968 |
| 74  | 513. utca                               | ∫  | 956, 968 |
| 75  | Borsó utca                              | 5  | 956, 968 |
| 76  | Kis utca                                | 4  | 956, 968 |
| 77  | Bakancsos utca                          | 2  | 908, 908A, 956, 998 |
| 78  | Szent kereszt tér                       | 1  | 908, 908A, 956, 998 |
| 85  | Rákoskeresztúr, városközpont            | ∫  | 908, 956, 980, 998 |
| 86  | Szárny utca                             | ∫  | 956 |
| 87  | Szabadság sugárút                       | ∫  | 956 |
| 88  | Lemberg utca                            | ∫  | 956 |
| 88  | Óvónő utca                              | ∫  | |
| 89  | Csaba vezér tér                         | ∫  | 956 |
| 90  | Alsódabas utca                          | ∫  | 956 |
| 91  | Regélő utca                             | ∫  | 956 |
| 92  | Császárfa utca                          | ∫  | 956 |
| 92  | Nagyszentmiklósi út                     | ∫  | 956 |
| 93  | Kucorgó tér                             | ∫  | 956 |
| 94  | Rózsaszál utca                          | ∫  | |
| 95  | Schell Gyuláné tér                      | ∫  | |
| 96  | Erzsébet körút                          | ∫  | |
| 97  | Sáránd utca                             | ∫  | |
| 98  | Pesti út                                | ∫  | |
| 99  | Nyomdász utca                           | ∫  | |
| 99  | Nyomdok utca                            | ∫  | |
| 100 | Olcsva utca                             | ∫  | |
| 101 | Kucorgó tér                             | ∫  | 956 |
| 102 | Vecsey Ferenc utca                      | ∫  | 956 |
| 102 | Kisvárda utca                           | ∫  | 956 |
| 103 | Tápióbicske utca                        | ∫  | 956 |
| 103 | Sági utca                               | ∫  | 956 |
| 104 | Oroszvár utca                           | ∫  | 956 |
| 104 | Mezőtárkány utca                        | ∫  | 956 |
| 106 | Rákoskeresztúr, városközpont végállomás | 0  | 908, 956, 980, 998 |